# Mantella laevigata
Espèce
Statut de conservation UICN

 LC  : Préoccupation mineure
Statut CITES
Mantella laevigata est une espèce d'amphibiens de la famille des Mantellidae.

## Répartition

Aire de répartition de Mantella laevigata.

Cette espèce est endémique de Madagascar. Elle se rencontre du niveau de la mer jusqu'à 600 m d'altitude du mont Marojejy jusqu'à Folohy, où son habitat s'est dégradé,.

## Publication originale
- Methuen & Hewitt, 1913 : On a collection of Batrachia from Madagascar made during the year 1911. Annals of the Transvaal Museum, vol. 4, no 2, p. 49-64 (texte intégral).

## Galerie

Mantella laevigata
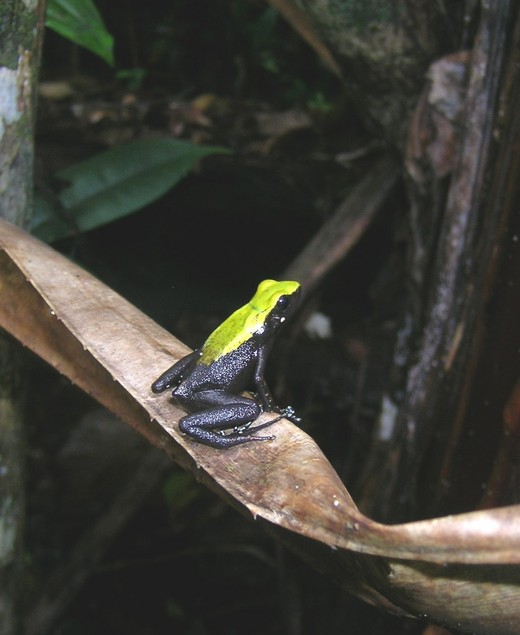
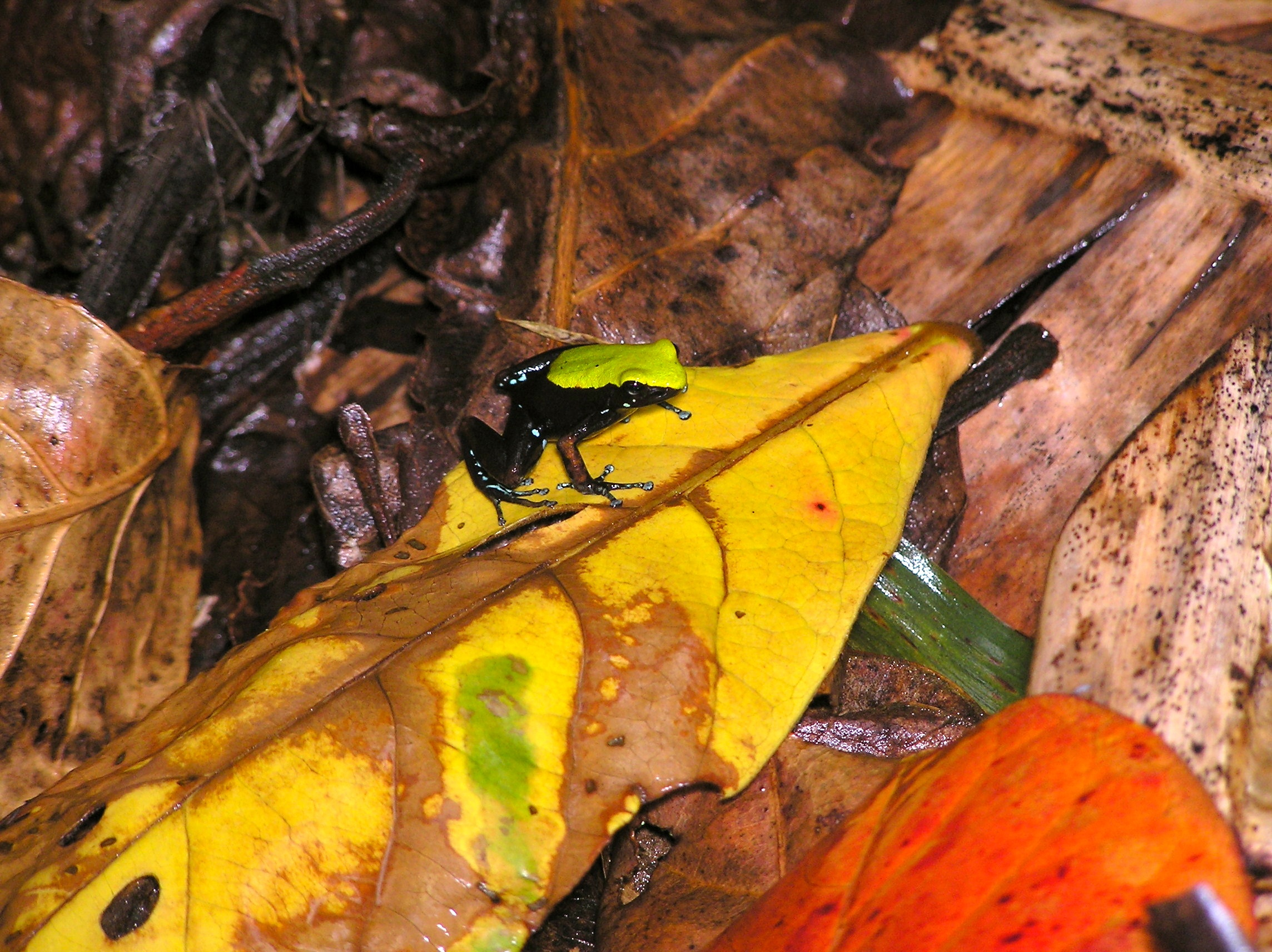
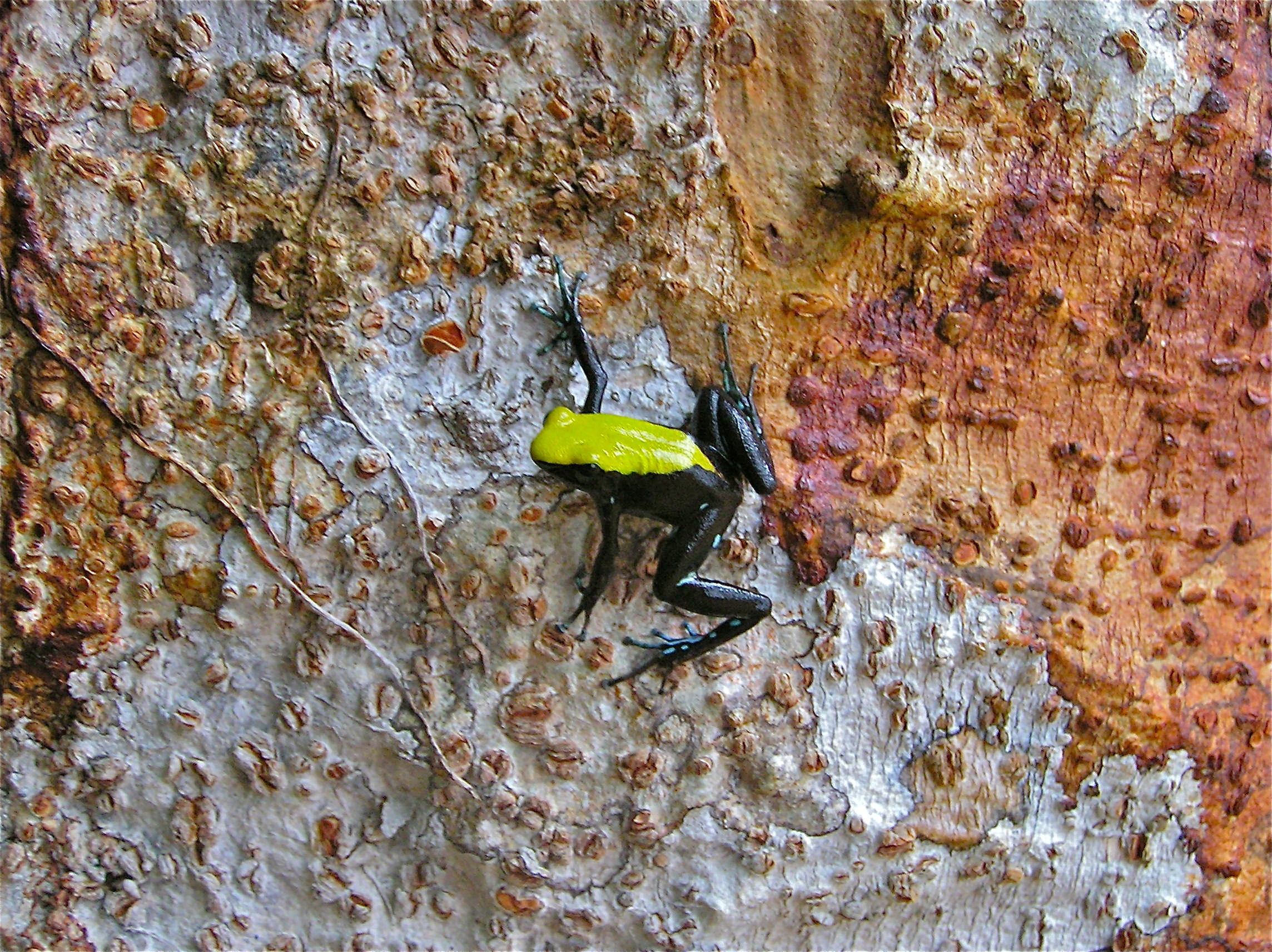
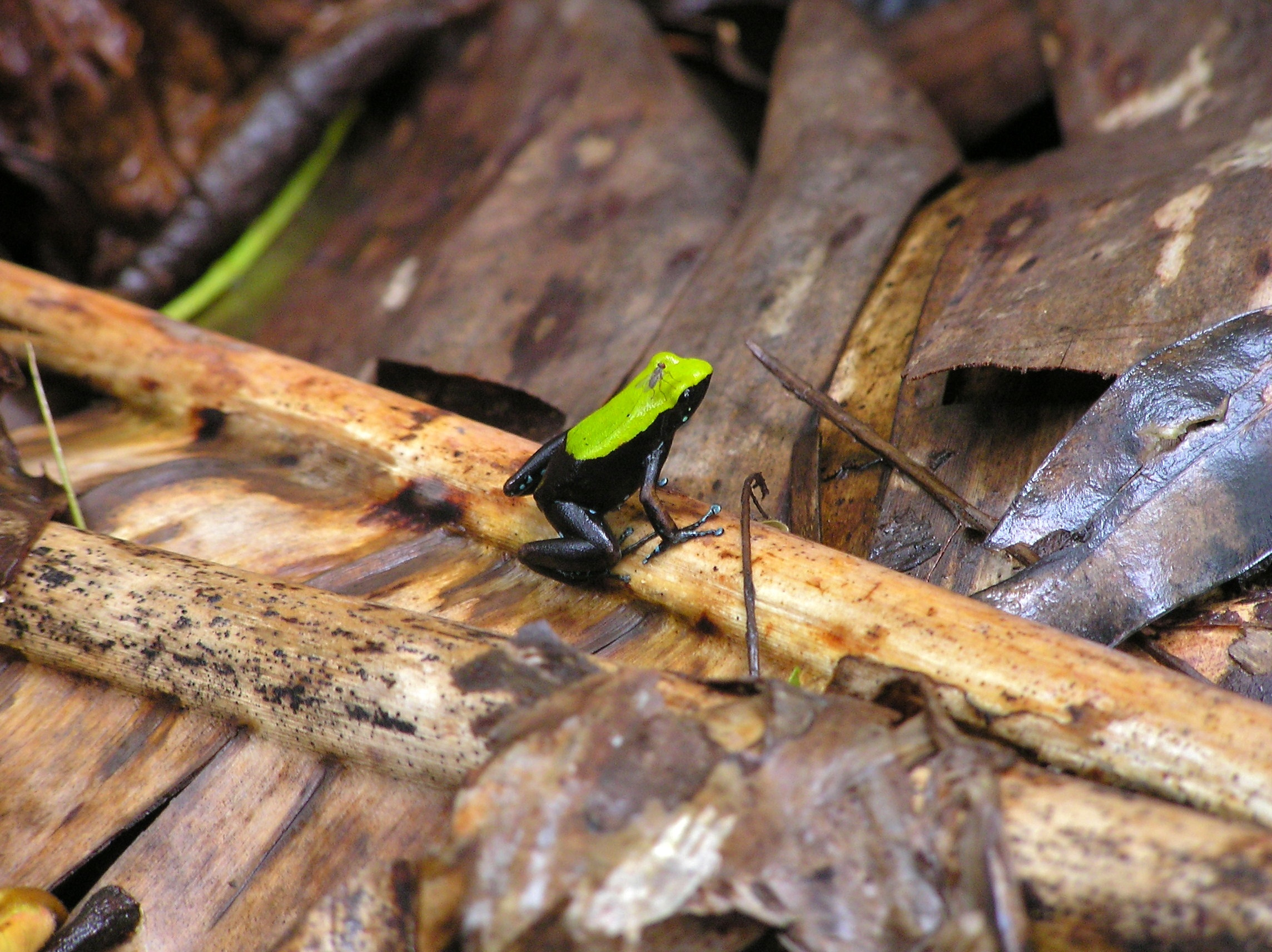